# 曾澍基
曾澍基（英語：TSANG Shu-Ki，1950年4月15日—2014年8月16日），香港著名政治經濟學家。1963年就讀英皇書院，後來進入香港大學攻讀哲學和政治，期間曾經擔任香港大學學生會內務副會長和《學苑》編輯，為學運份子。畢業後在香港中文大學取得經濟學碩士和工商管理碩士，以及於曼徹斯特大學取得經濟學博士。曾擔任香港浸會大學經濟系高級講師、經濟系教授。
曾澍基曾擔任中華人民共和國港事顧問(1994 年 4 月 - 1997 年 6 月)、香港政府外匯基金投資公司董事 (1998 年 10 月- 2003 年 3 月) 、香港消費者委員會委員 (1996 年 1 月- 2002 年 12 月)、競爭政策小組主席(1998 年 1 月—2002 年 12 月)。
香港政府經濟諮詢委員會委員(2000 年 6 月- 2002 年 5 月) 。2013年曾委任競爭事務委員會委員。
曾澍基是香港少數倡議政府應介入市場的經濟學家，反對推崇純粹自由市場主義，金管局曾參考其對聯繫匯率制度的研究改善聯匯制度。
1996年初，香港政策研究所委託曾澍基研究聯繫匯率改革問題，曾澍基就此參考世界銀行、國際貨幣基金組織、阿根廷、愛沙尼亞及立陶宛等國際組織及地區制度。1998年亞洲金融風暴爆發，時任金管局總裁任志剛提出「任七招」改善聯匯制度，參考曾澍基提出的「現代貨幣發行局」模式，容許銀行利用設於金管局的結算戶口存款作套戥。
曾澍基提出建設香港二元經濟 (dual economy) 格局。當中第一元是“經濟的火車頭，屬本地優勢的核心部門”。第二元則提供“額外的動力，以及作為經濟連鎖效應的擴散器，為各階層創造較廣泛的就業機會”。在促進第一元發展上，曾澍基建議香港提升教育與科研水平，發展龍頭行業，培養人才，以提升本地專才在國際上的競爭力。
2014年8月16日，曾澍基在家中吃下午茶時突然鯁喉，進入房間休息數分鐘後，妻子進門發現他已昏迷，後證實死亡。